# Parafia Najświętszej Maryi Panny Matki Kościoła w Rakszawie Górnej
Parafia Najświętszej Maryi Panny Matki Kościoła w Rakszawie Górnej – parafia rzymskokatolicka znajdująca się w archidiecezji przemyskiej w dekanacie Żołynia. Erygowana w 1998 roku. Jest prowadzona przez księży archidiecezjalnych. Mieści się pod numerem 941 A.

## Historia
W 1968 roku w Rakszawie Górnej rozpoczęto odprawiać msze święte w przydrożnej kaplicy, dla najdalej mieszkających parafian. W 1981 roku rozpoczęto budowę murowanego kościoła, według projektu mgr inż. arch. Romana Orlewskiego i konstruktora inż. Władysława Jagiełły. 23 maja 1983 roku bp Ignacy Tokarczuk poświęcił kościół pw. Najświętszej Maryi Panny Matki Kościoła.
W 1998 roku dekretem abpa Józefa Michalika została erygowana parafia, z wydzielonego terytorium parafii Podwyższenia Krzyża Świętego w Rakszawie. 29 maja 2023 roku odbyła się konsekracja kościoła, której dokonał abp Adam Szal.
Na terenie parafii jest 1 305 wiernych.
Proboszczowie parafii:
1998–2006. ks. Czesław Niemiec.
2006–2010. ks. Kazimierz Kopeć.
2010–2016. ks. Zbigniew Stradomski.
2016– nadal ks. Wojciech Wojtas.